# Liatris pilosa
Liatris pilosa là một loài thực vật có hoa trong họ Cúc. Loài này được (Aiton) Willd. mô tả khoa học đầu tiên năm 1803.